# 週刊漫画ジョー
『週刊漫画ジョー』（しゅうかんまんがジョー）は、かつてマネーライフ社が発行、廣済堂が発売していた週刊青年漫画雑誌。

## 概要
1976年1月15日創刊。通称『漫画ジョー』。主にポルノ・サスペンス・麻雀などのジャンルの漫画が掲載されていた。知名度は高くなかったが、モンキー・パンチが描いた『月光仮面』や、狩撫麻礼のデビュー作『シリーズ輪苦への長い旅ザリミット』が掲載されていた雑誌でもある。
1978年に『週刊漫画ジョー'78』、1979年に『週刊漫画ジョー'79』と発行年を付けた雑誌名に改名されるが、1979年休刊。

## 主な掲載作品
- 雀荘荒らし（長谷川法世）
- 逃げ馬青春（多田拓郎）
- テレオマ（石川フミヤス）
- ヘン学全集（谷岡ヤスジ）
- 剣道至難（かわぐちかいじ）
- Mr・ジョー（モンキー・パンチ）
- 妊婦（松森正）
- ごろん坊（政岡としや）
- 俺は産科医（木村えいじ）
- 遠歓声（あすなひろし）
- 紅鶴お駒（ケン月影）
- 私設死刑執行人（石川フミヤス）
- 伊賀淫花忍法帳（石川賢）
- バーボン警察（画：上村一夫 / 作：小池一夫）
- シリーズ輪苦への長い旅ザリミット（画：園田光慶 / 作：狩撫麻礼）
- 特別非道捜査隊（石川賢）
- 鹿の園（画：上村一夫 / 作：鈴木則文）
- 忍法清水港（石川賢）
- 図々しい奴（画：横山まさみち / 作：柴田錬三郎）
- 月光仮面（画：モンキー・パンチ / 作：川内康範）
- まみむめ悶々荘（石川賢）
- 秒ドロップ（篠原とおる）
- 爆走（多賀一郎）
- いろけ満貫（横山まさみち）